# Лохабер

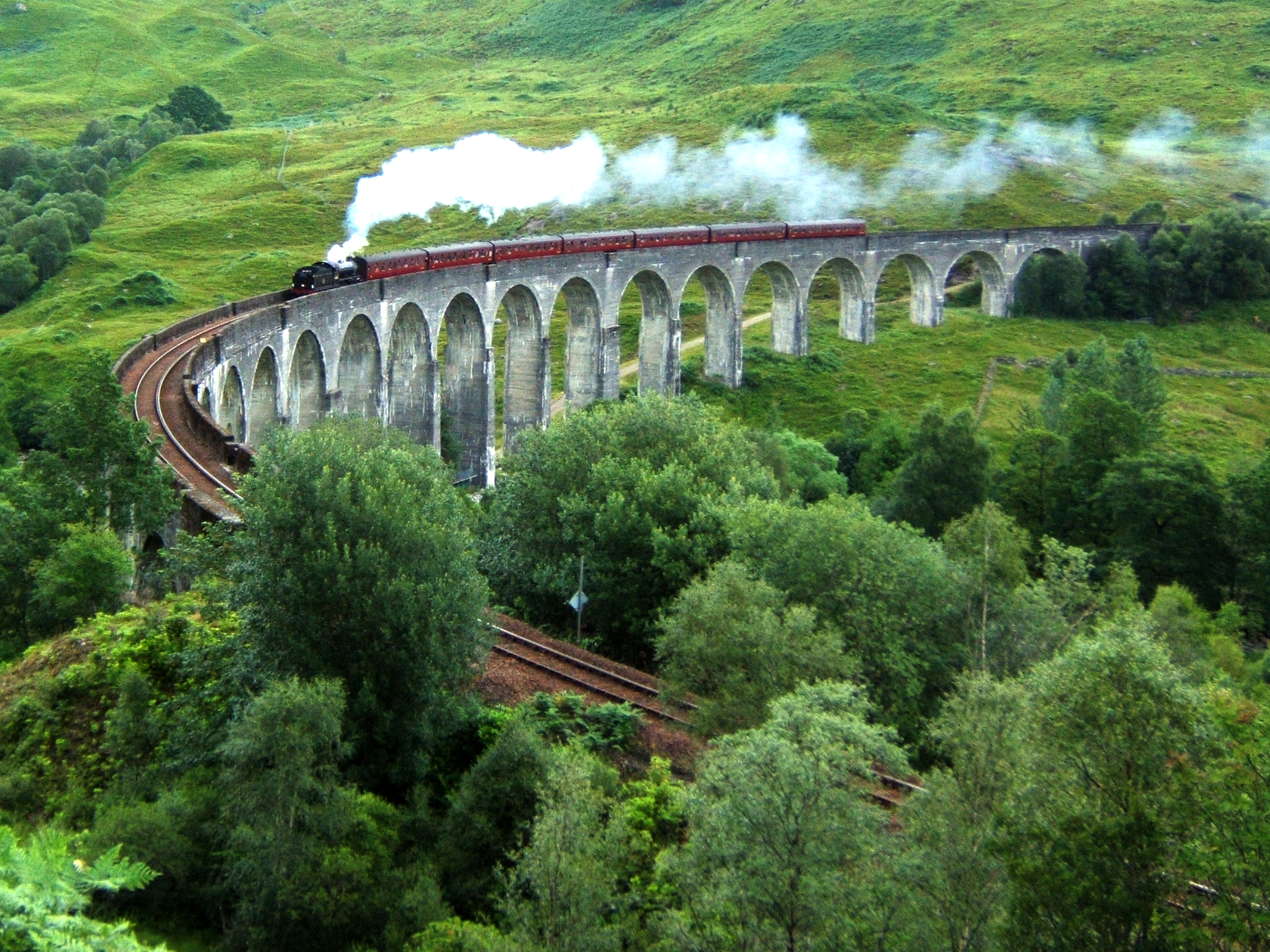
Виадук в Гленфиннане

Лохабер (/lɒxˈɑːbər/ гэльск. Loch Abar; англ. Lochaber) — историческая область на западе Шотландии в Северо-Шотландском нагорье. Исторически это было провинциальное владение, состоящее из приходов Килмалли и Килмониваиг. Лохабер простирался от северного берега Лох-Ливена, района под названием Нижний Лохабер, до Спин-Бриджа и Ройбриджа, района, известного как Брей-Лохабер или Брей-Лох-Абар на гэльском языке. Термин Лохабер теперь также используется для обозначения гораздо более широкой территории, одной из 16 областей управления районами Совета Хайленда Шотландии и одного из восьми бывших районов местного самоуправления двухуровневого региона Хайленд. Главный город Лохабера — Форт-Уильям.
Согласно легенде, когда-то в этом районе жил глайстиг, призрак, гибрид женщины и козы.